# Emmi AG
Emmi AG (SIX: EMMN
) er en schweizisk mejerikoncern, der er baseret i Luzern. De har ca. 8.900 ansatte i 11 lande, og de eksporterer deres varer til 60 lande. 42,5 % afsættes lokalt mens 57,5 % eksporteres. Den børsnoterede virksomhed er majoritetsejet af landbrugskooperativet ZMP Invest AG, der ejer 53,2 % af aktierne.

## Historie
I 1907 gik 62 kooperativer sammen og etablerede Zentralschweizerischen Milchverband Luzern (MVL). I 1993 etablerede MVL virksomheden Emmi AG, for at separere kommercielle aktiviteter fra organisationsaktiviteter. I 2004 blev Emmi børsnoteret på SIX Swiss Exchange.